# Facundo Barcelo
Facundo Barcelo Viera (Florida, 31 marzo 1993) è un calciatore uruguaiano, attaccante del Goiás.

## Caratteristiche tecniche
È un centravanti.

## Carriera
È cresciuto nelle giovanili del Liverpool (M), con cui ha esordito in prima squadra il 25 maggio 2013 in occasione del match pareggiato 0-0 contro il Racing Montevideo.

## Statistiche

### Presenze e reti nei club
Statistiche aggiornate al 23 marzo 2018.
| Stagione        | Squadra          | Campionato      | Campionato | Campionato | Coppe nazionali | Coppe nazionali | Coppe nazionali | Coppe continentali | Coppe continentali | Coppe continentali | Altre coppe | Altre coppe | Altre coppe | Totale | Totale | Totale |
| Stagione        | Squadra          | Comp            | Pres       | Reti       | Comp            | Pres            | Reti            | Comp               | Pres               | Reti               | Comp        | Pres        | Reti        | Pres   | Reti   |        |
| --------------- | ---------------- | --------------- | ---------- | ---------- | --------------- | --------------- | --------------- | ------------------ | ------------------ | ------------------ | ----------- | ----------- | ----------- | ------ | ------ | ------ |
| 2012-2013       | Liverpool (M)    | PD              | 12         | 5          |                 | -               | -               |                    | -                  | -                  |             | -           | -           | 12     | 5      |        |
| 2013-2014       | Liverpool (M)    | PD              | 26         | 7          |                 | -               | -               |                    | -                  | -                  |             | -           | -           | 26     | 7      |        |
| 2014-gen. 2015  | Liverpool (M)    | SD              | 5          | 1          |                 | -               | -               |                    | -                  | -                  |             | -           | -           | 5      | 1      |        |
| gen.-giu. 2015  | El Tanque Sisley | PD              | 11         | 1          |                 | -               | -               |                    | -                  | -                  |             | -           | -           | 11     | 1      |        |
| 2015-gen. 2016  | Liverpool (M)    | PD              | 7          | 0          |                 | -               | -               |                    | -                  | -                  |             | -           | -           | 7      | 0      |        |
| gen.-giu. 2016  | Juventud         | PD              | 11         | 6          |                 | -               | -               |                    | -                  | -                  |             | -           | -           | 11     | 6      |        |
| 2016-2017       | San Martín (SJ)  | PD              | 17         | 5          | CA              | 0               | 0               |                    | -                  | -                  |             | -           | -           | 17     | 5      |        |
| 2017-2018       | San Martín (SJ)  | PD              | 20         | 4          | CA              | 0               | 0               |                    | -                  | -                  |             | -           | -           | 20     | 4      |        |
| Totale carriera | Totale carriera  | Totale carriera | 109        | 29         |                 | 0               | 0               |                    | -                  | -                  |             | -           | -           | 109    | 29     |        |

## Palmarès

### Competizioni statali
- Campionato Cearense: 1

Ceará: 2024